# Echinorhinus cookei
Echinorhinus cookei är en hajart som beskrevs av Pietschmann 1928. Echinorhinus cookei ingår i släktet Echinorhinus och familjen Echinorhinidae. IUCN kategoriserar arten globalt som nära hotad. Inga underarter finns listade i Catalogue of Life.